# Ajay Devgan
Ajay Devgan (hindi: अजय देवगन), född som Vishal Veeru Devgan 2 april 1969 är en indisk skådespelare, filmregissör och filmproducent. Han är gift med Kajol.